# Rähmchen

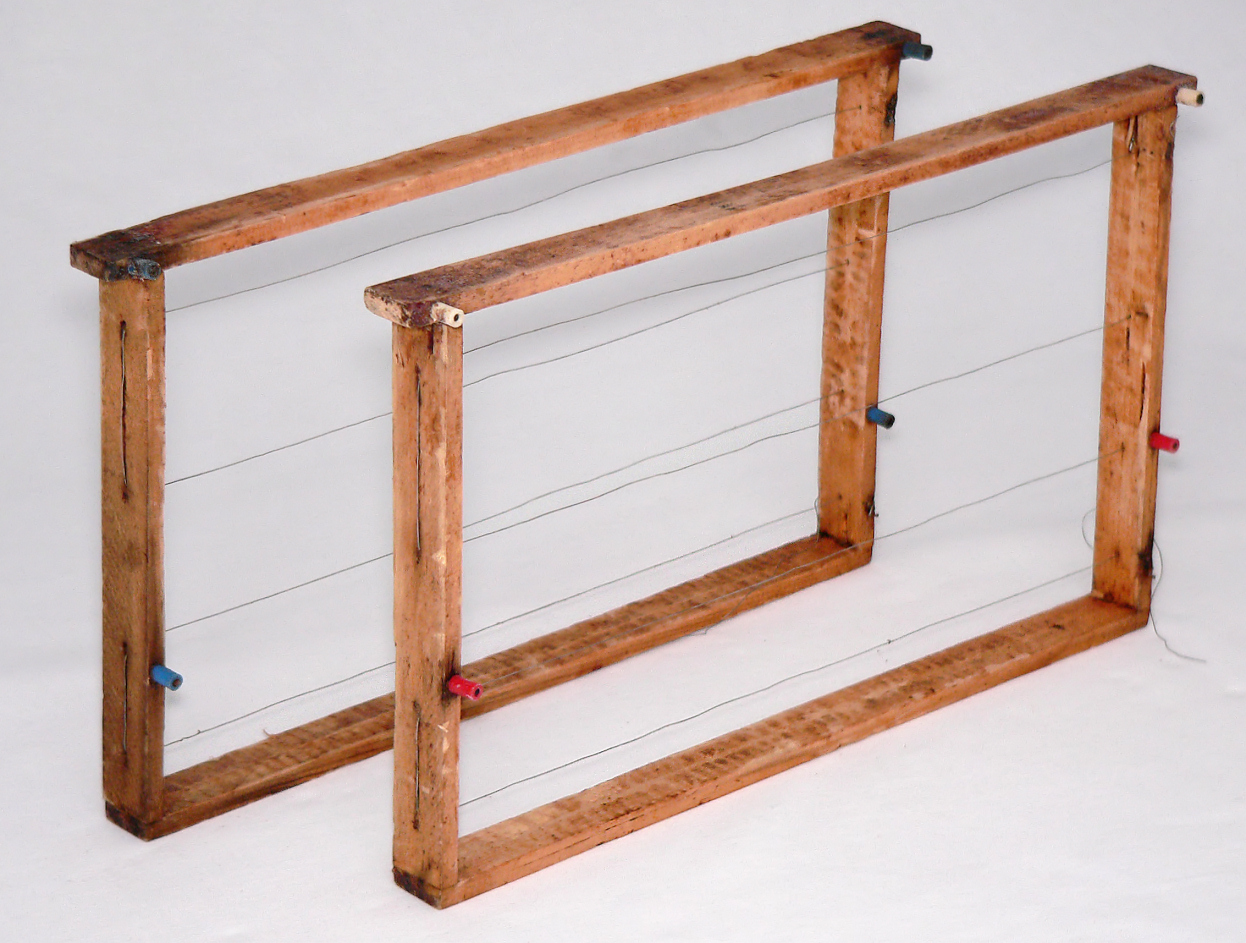
Zwei gedrahtete Rähmchen

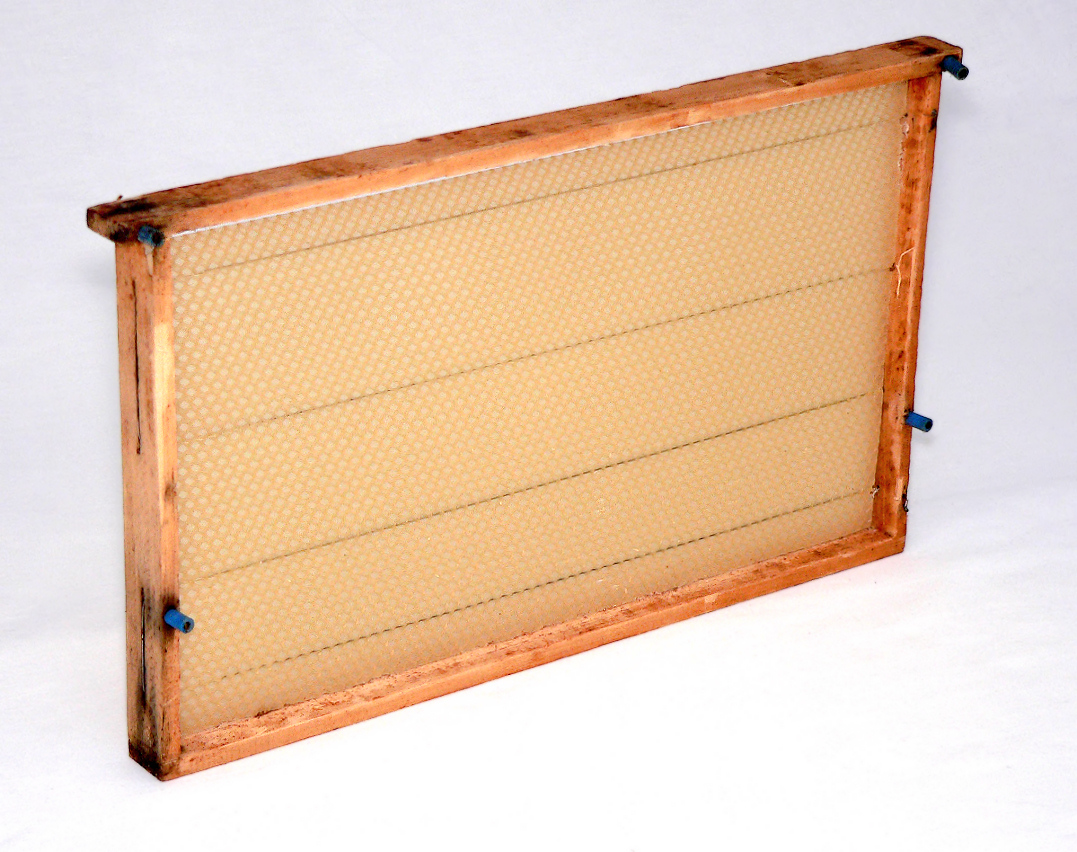
Rähmchen mit eingelöteter Mittelwand

Ein Rähmchen, auch Wabenrähmchen genannt, ist ein Rahmen aus Holz, den der Imker mit einer Mittelwand aus Bienenwachs in eine Bienenbeute einhängt. Darin bauen Honigbienen die Mittelwand mit Hilfe von Bienenwachs zu einer Bienenwabe aus. Wabenrähmchen ermöglichen den mobilen Wabenbau innerhalb der Bienenbeute, da der Imker dessen Position leicht verändern kann.

## Beschreibung
Ein Rähmchen besteht aus vier Holzleisten, die durch Nägel, Holzleim oder Heftklammern zu einem Teil zusammengefügt werden. Die Leisten sind 8 bis 19 mm stark und 20 bis 28 mm breit. Heute ist bei den meisten Rähmchen die oberste Holzleiste, die Oberträger genannt wird, auf beiden Seiten etwa 1 bis 2 cm länger als die unterste Holzleiste, die entsprechend Unterträger genannt wird. Der beiderseitige Überstand, Ohren genannt, dient dazu, dass die Rähmchen in die Beuten eingehängt werden können.
Bei Rähmchen für Hinterbehandlungsbeuten in der Blätterstock-Bauweise gibt es keine Ohren, weil die Rähmchen in den Stock eingeschoben werden und auf Trägern stehen, vergleichbar mit Büchern, die in ein Regal geschoben werden.
Damit der Wabenabstand von der flächigen Mitte eines Rähmchens zur Mitte des folgenden von im Mittel 35 mm (32 bis 38 mm) eingehalten wird, werden am Rähmchen Abstandshalter (Pilzkopfnägel, Holzstifte, Kunststoffröllchen) befestigt oder gleich Abstandsleisten in das Seitenholz eingefräst. Zwei oder mehr Rähmchen, die auf diese Weise mit dem Wabenabstand zusammengeschoben werden, bilden Wabengassen mit dem Bienenabstand von 8 mm zwischen den Wachswaben aus. Der Wabenzwischenraum ist der Lebensraum der Bienen, in dem sie sich bewegen und das Mikroklima mit Wärme und Luftzirkulation regulieren.
Neben einer Vielzahl an
Rähmchengrößen existiert auch eine große Vielfalt an Ausführungen bei gleichem Rähmchenmaß. Einige charakteristische Ausführungen sind nachfolgend gelistet und hinsichtlich Eigenschaften und Nutzen skizziert.
| Rähmchenmaterial                                                             | Eigenschaften / Nutzen |
| ---------------------------------------------------------------------------- | --- |
| Weymouth-Kiefer                                                              | formstabil bei minimalem Gewicht |
| Buche                                                                        | stabil, biegt sich wenig durch, schwerer |
| lange Ohren                                                                  | erleichtern das Hantieren mit den Rähmchen |
| dicke Oberträger                                                             | verhindern „Wildbau“ mit Wachs nach oben, machen den Rahmen langzeitstabil                                                                                    |
| Abstandshalter (Kreuzklemmen, Röllchen, Nägel, Bügel)                        | stellen den Wabenabstand von 35 mm (Wabenmitte zu Wabenmitte) her, geringes Verkitten mit Propolis, keine Bienenquetsche                                      |
| Seitenabstandstifte (Pilzköpfe, Polsternägel, Nägel, Holzstifte, meist 7 mm) | stellen den Wabenabstand von im Mittel 35 mm (32 bis 38 mm) her, geringes Verkitten, keine Bienenquetsche                                                     |
| Hoffmann-Seitenteile                                                         | Rähmchen-Seitenleisten sind in der oberen Hälfte um 7,5 mm auf mehreren cm Länge verbreitert, um den Wabenabstand von 35 mm herzustellen                      |
| Verbindungsarten                                                             | Eigenschaften / Nutzen |
| Stoßverbindung                                                               | das Hirnholz eines der beiden rechtwinkligen Teile stößt ans Längsholz des anderen, billig, wenig stabil                                                      |
| Nut- und Falz                                                                | stabil, weil formschlüssig |
| Fingerzinken                                                                 | stabil, weil formschlüssig, technisch aufwendig, teuer |
| verleimt                                                                     | wasserfester Holzleim (D3), technisch weniger aufwändig, stabil                                                                                               |
| geschraubt                                                                   | 3,5 × 25 mm, technisch aufwendig, sehr stabil, gut zum Herausheben verkitteter Waben (z. B. bei Hoffmann-Seitenteilen)                                        |
| genagelt                                                                     | technisch einfach, billig, kann das Holz spalten |
| getackert                                                                    | technisch einfach, billig, spaltet das Holz nicht |
| gedübelt                                                                     | verleimte 3 mm Bambus- oder Schaschlik-Spießchen, technisch aufwändig, sehr stabil                                                                            |
| Draht, Material und Drahtung                                                 | Eigenschaften / Nutzen |
| Stahldraht                                                                   | empfindlich gegen organische Säuren, die zur Bildung von schwarzem Oxid führen; der elektrische Widerstand liegt bei ca. 5 Ohm je Rähmchen                    |
| Edelstahldraht                                                               | unempfindlich gegen organische Säuren; der elektrische Widerstand liegt bei ca. 10 Ohm je Rähmchen                                                            |
| Messingösen                                                                  | verhindern das Einschneiden des Drahts ins Holz; empfindlich gegen organische Säuren, die zur Bildung von schwarzem Oxid führen                               |
| waagerechte Drahtung                                                         | Seitenteile biegen durch; Oberträger bleibt gerade und ist mit dem Stockmeißel leicht zu reinigen                                                             |
| senkrechte Drahtung                                                          | Seitenteile bleiben gerade; Oberträger biegt leicht durch und kann mit dem Stockmeißel nur vorsichtig gereinigt werden, da der Draht auf dem Oberträger liegt |

## Herstellung

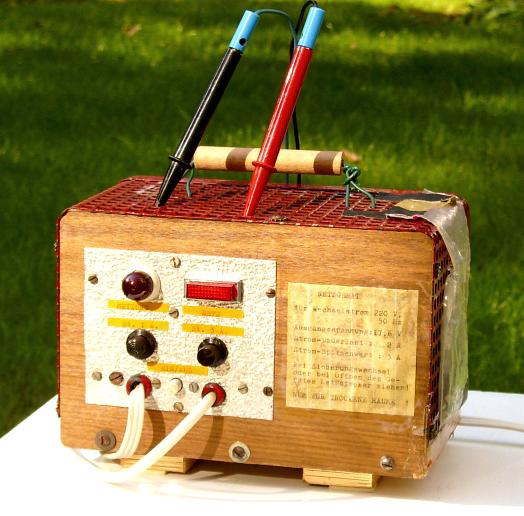
Selbstbau-Transformator zum Einlöten der Mittelwände

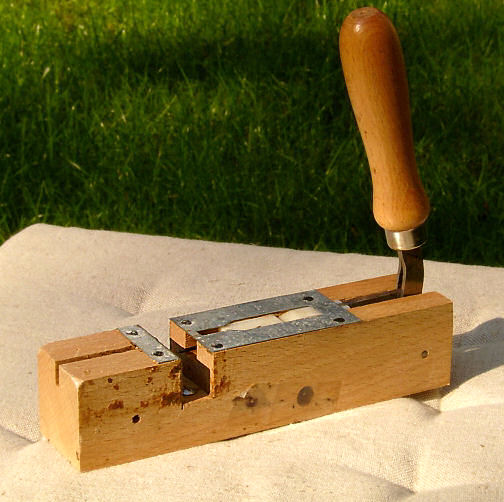
Rähmchenlocher

Um eine Mittelwand aus Wachs im Rähmchen zu befestigen, spannt der Imker einen dünnen (Edel-)Stahldraht innerhalb des Rähmchens. In der Regel wird vierfach gespannt, wobei horizontale wie auch vertikale Drahtungen üblich sind. In das waagerecht gelegte Rähmchen mit straff gespanntem Draht legt der Imker eine Wachsmittelwand ein. Mit Hilfe eines Transformators wird Gleichstrom durch den Draht geleitet (Kleinspannung von ~15V, ~2A). Dadurch wird der Draht erwärmt und das Bienenwachs der Mittelwand lokal um den Draht weich und aufgeschmolzen. Die Mittelwand wird auf diese Weise „eingelötet“. Nach der Erkaltung ist die Mittelwand am Draht fixiert.
Rähmchen können im Imkerbedarfshandel fertig montiert und mit Draht bespannt erworben werden. Der komplette Selbstbau von Rähmchen ist mit entsprechenden Werkzeugen möglich. An Material sind lediglich Holz, Draht und Befestigungsmaterial, wie Nägel, erforderlich. Beim Selbstbau ist billiges, raues Holz von Vorteil, da sich die Bienen daran besser festhalten können. Das Vorbereiten vom Rähmchen ist eine sogenannte Winterarbeit des Imkers, da er während der Trachtzeit im Frühjahr und Sommer zeitlich in die artgerechte Betreuung der Bienenstöcke eingebunden ist.

## Anwendung

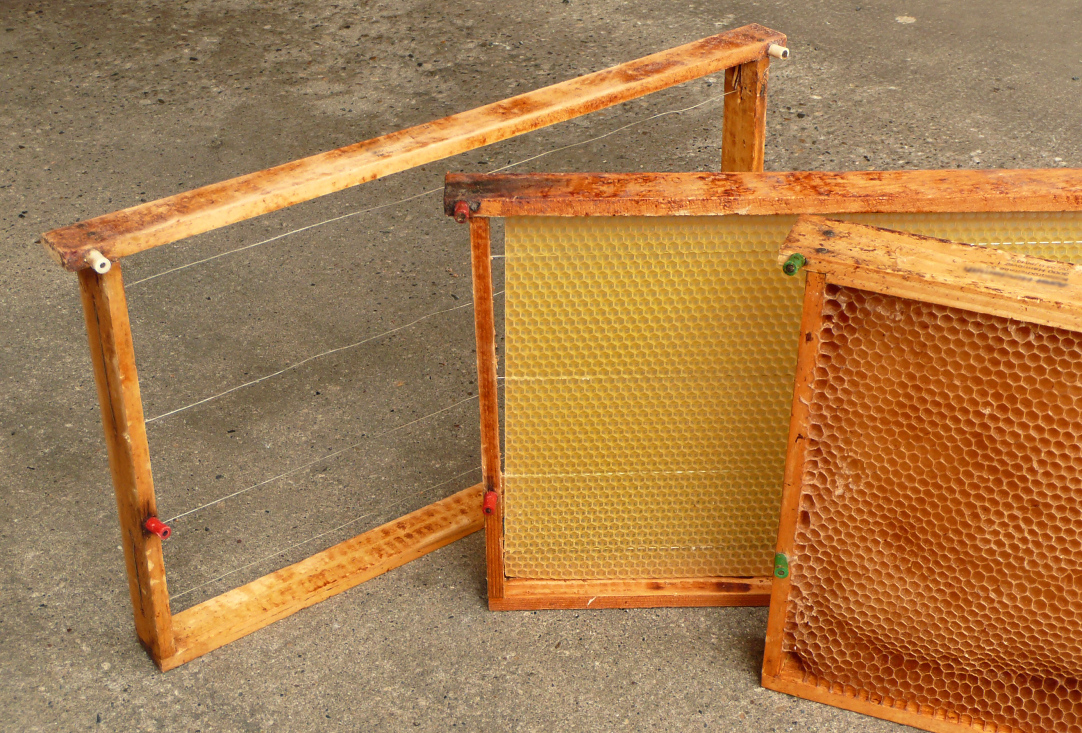
Entstehung einer Bienenwabe im Holzrähmchen: Vom gedrahteten Rähmchen über das Rähmchen mit eingelöteter Wachs-Mittelwand zur von den Bienen ausgebauten Bienenwabe

Überwiegend werden Rähmchen mit eingelöteten Mittelwänden aus Wachs vom Imker in das Bienenvolk gegeben. Die Bienen bauen die Wachsmittelwände dann zu Waben aus. Wachswaben können von den Bienen aber auch komplett selbst in die Rähmchen gebaut werden, was Naturbau genannt wird. Wabenbau von Bienen an unerwünschten Stellen, beispielsweise an der Wand des Bienenstocks, weil in der Konstruktion der Bienenabstand nicht beachtet wurde, wird Wildbau genannt.
Rähmchen zum Wabenbau werden meist während der Trachtzeit, wenn der Nektar von Pflanzen aus den Nektarien ausgeschieden wird oder es Honigtau gibt, in das Bienenvolk gegeben. Die Bienen schwitzen einen Teil des gesammelten Nektars als Wachsschuppen am Hinterleib aus, transportieren diese zum Mund, kauen das Wachs in Form und verwenden es zum Bau von Waben.
Rähmchen sind mehrfach wiederverwendbar. Zum Ende des Lebenszyklus der Waben gewinnt man daraus Rohwachs zurück, unter anderem mittels eines Dampf- oder Sonnenwachsschmelzers. Die Rähmchen werden danach durch Waschen gereinigt und erneut verwendet. In Hinterbehandlungsbeuten wie auch in die heute üblichen Magazinbeuten passen je nach Bauweise etwa 8 bis 12 Rähmchen.

## Geschichte
Als Erfinder des beweglichen Wabenrähmchens 1853 gilt der deutsche Bienenforscher August Freiherr von Berlepsch. 1858 wurde dies durch die Einführung der Mittelwand aus Bienenwachs durch Johannes Mehring komplettiert.
Die Erfindung des Rähmchens Mitte des 19. Jahrhunderts und die damit verbundene Einführung des mobilen Wabenbaus revolutionierte die Imkerei. Erst der Mobilbau ermöglicht die Entnahme von vollen Honigwaben aus dem Bienenvolk, ohne Schäden am vorhandenen Wabenbau zu verursachen. Durch die Beweglichkeit der Waben können als Ersatz sofort leere Honigwaben oder Rähmchen eingesetzt werden. Durch die Verbindung von Rähmchen und Mittelwand müssen die Bienen weniger Energie für den Neubau von Waben aufwenden und die Waben in den Rähmchen mit Mittelwand geraten mehr regelmäßig, gerade und plan.
Freiherr von Berlepsch ist auch der Erfinder der Hinterbehandlungsbeute. Deshalb etablierte sich der Mobilbau mit beweglichen Wabenrähmchen zunächst beim damals im deutschen Sprachraum üblichen Typ der Hinterbehandlungsbeute, die der Imker von hinten bearbeitet. In Verbindung mit den im 19. Jahrhundert aufgekommenen Magazinbeuten, die von oben und unten bearbeitet werden, steigerten Rähmchen die Honigernte. Bei großem Honiganfall wird dem Bienenstock gleich eine ganze Zarge mit leeren Bienenwaben bzw. Rähmchen aufgesetzt, was die Arbeit effektiver macht.

## Rähmchenmaße
Im deutschen Sprachraum wird eine Vielzahl verschiedener Rähmchenmaße verwendet. Dies erschwert den Waben- sowie den Beutenaustausch zwischen einzelnen Imkern ebenso wie die Orientierung für Neueinsteiger. Manchmal werden für das gleiche Maß verschiedene Namen verwendet – beispielsweise „Deutsch Normal“, kurz „DNM“, (Deutschland) für „Einheitsmaß“, kurz „EHM“, (Österreich), manchmal aber auch der gleiche Name für verschiedene Maße – wie bei Dadant.
Kriterien für die Wahl eines bestimmten Maßes sind unter anderem:
- Überlegungen zur Verbreitung in der näheren Umgebung, was die Vielzahl tradiert
- die Verfügbarkeit von passendem Zubehör (Rähmchen, Absperrgitter, Honigschleudern) im Imkereibedarfs-Fachhandel
- gesundheitliche Überlegungen, so vergrößert sich zum Beispiel das Gewicht einer mit Honig gefüllten Zarge und damit die Hebearbeit des Imkers bei zunehmenden Rähmchenmaßen beträchtlich
- Überlegungen zur Betriebsweise – beispielsweise die Frage, ob ein Volk mit guter Königin mit einer Brutraumzarge ungeteilt geführt werden soll, wie bei Dadant, oder ob das Brutnest wegen zu kleinen Zargen aus Platzmangel auf zwei oder mehrere Zargen aufgeteilt werden muss, wie bei Langstroth, Zander, Deutsch-Normal und Warré
- finanzielle Überlegungen, Förderungen werden oft nur bei Verwendung bestimmter Rähmchenmaße vergeben

### Tabelle Rähmchenmaße

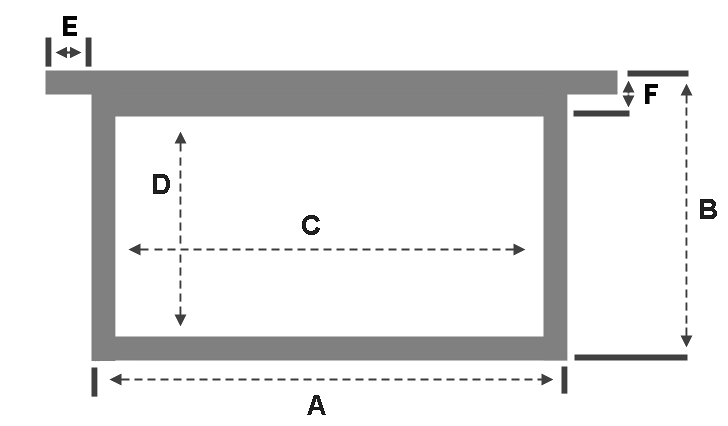
Schematische Skizze zum Maßnehmen

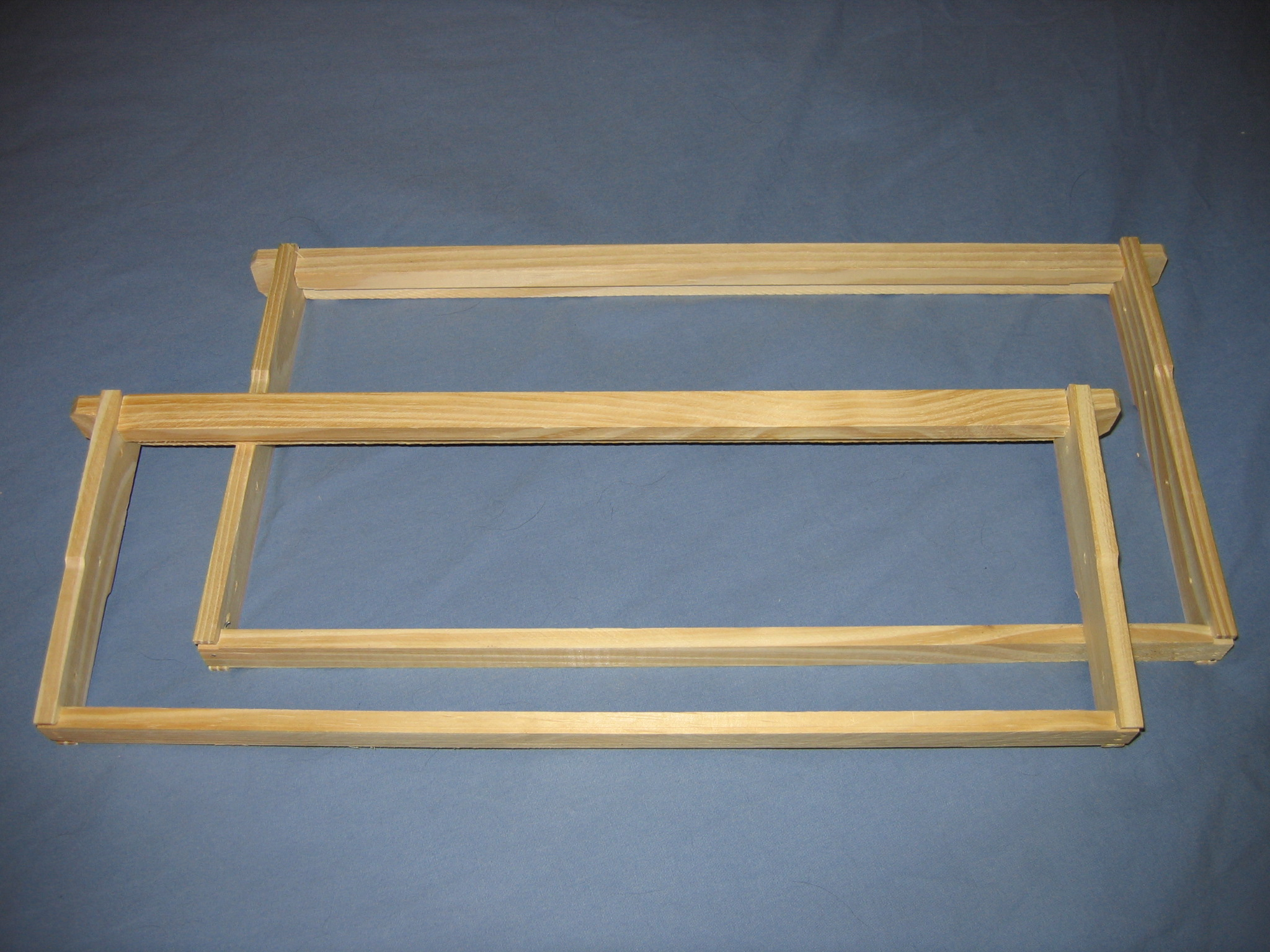
Leere Langstroth-Rähmchen mit dicken Oberträgern und einer Nut für das Einlegen der Wachsmittelwände

Die Tabellen Rähmchenmaße listen eine Vielfalt ehemaliger und aktueller Angaben zu den Außenmaßen (A und B) bzw. den Innenmaßen (C und D) der Oberleisten ohne „Ohren“ (A und C; entspricht der Unterleiste) und der Seitenleisten (B und D) auf. Dadurch werden, wenn die Wabenzahl je Zarge oder Beute bekannt ist, Vergleiche deutlich erleichtert.
Die in der Tabelle Rähmchenmaße angegebenen Innenmaße können von Mittelwandgrößen abweichen, weil die Mittelwände zum einen manchmal in eine Nut der Oberleiste eingefügt werden und zum anderen, weil die Mittelwände oft einen „Durchschlupfabstand“ zur Unterleiste in der Größenordnung von 10 bis 15 mm berücksichtigen. Einige Systeme weisen optional unterschiedliche Höhen für Brutraum- und Honigraum-Rähmchen auf; letztere sind dann nur ungefähr halb so hoch.
International, einheitlich standardisiert
- Langstrothmaß (Langstroth): international am meisten verbreitetes Maß von Lorenzo Langstroth[1]
- Dadant-Blatt (EU):[2][3] international weit verbreitetes, genormtes Maß, entwickelt vom Schweizer Johann Blatt, basierend auf dem originalen Maß von Charles Dadant und Moses Quinby (1810–1875); europaweit am meisten verbreitetes Maß
- Dadant modifiziert (oft auch einfach „Dadant US“): international verbreitetes Maß von Camille Pierre Dadant (Dadant & Sons), basierend auf dem originalen Maß von Charles Dadant und Moses Quinby; Magazine kompatibel mit und Rähmchen gleich lang wie bei der Langstroth-Beute, europaweit in der Erwerbs- und Bio-Imkerei, besonders bei Buckfastimkern; historisch verbreitet durch Karl Kehrle (Bruder Adam) und Günter Ries (Buckfast Gemeinschaft)

| Bezeichnung / Beute | Breite A in mm | Höhe B in mm | Oberträger A + E + E in mm | C in mm | D in mm | Wabenfläche C * D in cm² | Ohren E in mm | Dicke F in mm |
| --- | -------------- | ------------ | -------------------------- | ------- | ------- | ------------------------ | ------------- | ------------- |
| Langstroth, jumbo, 4/3 | 448            | 285          | 482                        | 428     | 256     | 1096                     | 17            | 19            |
| Langstroth, tief, 1/1 | 448            | 232          | 482                        | 428     | 203     | 869                      | 17            | 19            |
| Langstroth, normal, 3/4 | 448            | 185          | 482                        | 428     | 156     | 668                      | 17            | 19            |
| Langstroth, medium, 2/3 | 448            | 159          | 482                        | 428     | 130     | 556                      | 17            | 19            |
| Langstroth, flach, 1/2 | 448            | 137          | 482                        | 428     | 108     | 462                      | 17            | 19            |
| Dadant modifiziert (US), Brutraum a | 448            | 285          | 482                        | 428     | 256     | 1096                     | 17            | 19            |
| Dadant modifiziert (US), Honigraum | 448            | 141          | 482                        | 428     | 122     | 522                      | 17            | 19            |
| Dadant modifiziert (US), 1/2 Brutraum (Halbdadant Adam) d | 205            | 285          | 239                        | 185     | 256     | 473                      | 17            | 19            |
| Dadant modifiziert (US), 1/2 Brutraum (Steckrähmchen) b d | 224            | 285          | 260                        | 206     | 256     | 527                      | 17            | 19            |
| Dadant Blatt (EU), Brutraum c | 435            | 300          | 470                        | 415     | 271     | 1125                     | 17            | 19            |
| Dadant Blatt (EU), Honigraum | 435            | 159          | 470                        | 415     | 130     | 539                      | 17            | 19            |
| Dadant Blatt (EU), 1/2 Honigraum (Mini-Plus) d | 217            | 159          | 251                        | 197     | 139     | 274                      | 17            | 10            |
| Erläuterung: A bzw. B sind die Außenmaße (ohne „Ohren“), C bzw. D die Innenmaße. a Ein Dadant Brutraum Rähmchen dieser Größe kann ca. 4 kg Honig halten. b Zwei Halbdadant Steckrähmchen zusammengesteckt ergeben ein Dadant (US, modifiziert) Brutraumrähmchen (482 × 285 mm). Die zwei Halbdadant Steckrähmchen halten durch eine Spezialausfräsung der Ohren zusammen. So können Brut oder Königin in das Dadant (US, modifiziert) Standmaß umgehängt werden. c Ein Dadant Brutraum Rähmchen dieser Größe kann ca. 4 kg Honig halten. |                |              |                            |         |         |                          |               |               |

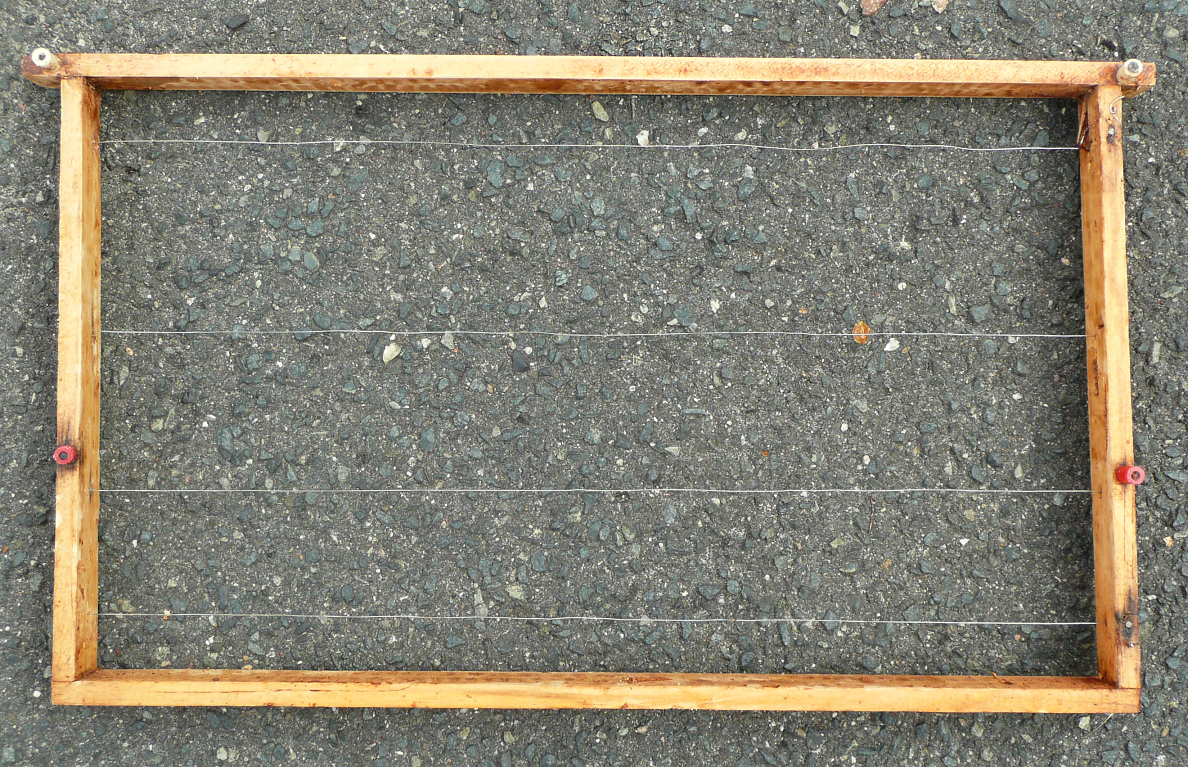
Gedrahtetes Rähmchen der Größe „Deutsch Normal“ mit Plastik-Abstands-Röllchen, sehr kurzen Ohren und dünnem Oberträger

Regional, mehrfach und unterschiedlich standardisiert
- Deutsch-Normal-Maß (DNM): vor allem in Mittel- und Norddeutschland
  - Hohenheimer Einfachbeute Deutsch-Normal, Variante des DNM
  - Segeberger Styroporbeute, Variante des DNM
  - Frankenbeute, Variante des DNM
  - Spessartbeute, Variante des DNM
- Einheitsmaß (EHM), Variante des DNM: vor allem in Österreich[8]
- Zandermaß (Zander): nach Enoch Zander, vor allem in Süddeutschland, gekürztes Gerstung-Rähmchen[9]
  - Taunusbeute, Variante des Zandermaß
  - Hohenheimer Einfachbeute, Variante des Zandermaß
  - Heroldbeute, Variante des Zandermaß
  - Erlanger Holzbeute, Variante des Zandermaß
- Österreichische Breitwabe bzw. „Breitwabe“ (ÖBW oder BW): vor allem in Ostösterreich
- Schweizermaß (Schweizerkasten): häufig in der Zentral- und Ostschweiz verwendet, basierend auf dem alten „Preußischen Hinterlader“ Hinterbehandlungsbeuten-System

| Bezeichnung / Beute                                                                                                 | Breite A in mm | Höhe B in mm | Oberträger A + E + E in mm | C in mm | D in mm | Wabenfläche C * D in cm² | Ohren E in mm |
| --- | -------------- | ------------ | -------------------------- | ------- | ------- | ------------------------ | ------------- |
| Deutsch Normal (Einheitsmaß), anderthalb                                                                            | 370            | 338          | 394                        | 350     | 315     | 1103                     | 12            |
| Deutsch Normal (Einheitsmaß), ganz                                                                                  | 370            | 223          | 394                        | 350     | 200     | 700                      | 12            |
| Deutsch Normal (Einheitsmaß), flach                                                                                 | 370            | 159          | 394                        | 350     | 135     | 473                      | 12            |
| Deutsch Normal (Einheitsmaß), halb                                                                                  | 370            | 110          | 394                        | 350     | 100     | 350                      | 12            |
| Zander, 1,5 | 420            | 330          | 477                        | 400     | 300     | 1200                     | 28,5          |
| Zander, jumbo | 420            | 326          | 477                        | 400     | 296     | 1184                     | 28,5          |
| Zander, Brutraum, 4/3                                                                                               | 420            | 300          | 477                        | 400     | 280     | 1120                     | 28,5          |
| ZaDant | 420            | 285          | 477                        | 400     | 265     | 1060                     | 28,5          |
| Zander, ganz 1/1 | 420            | 220          | 477                        | 400     | 200     | 800                      | 28,5          |
| Zander, modifiziert                                                                                                 | 420            | 220          | 477                        | 400     | 191     | 764                      | 28,5          |
| Zander, flach | 420            | 159          | 477                        | 400     | 130     | 520                      | 28,5          |
| Zander, Honigraum, 3/4                                                                                              | 420            | 150          | 477                        | 400     | 130     | 520                      | 28,5          |
| Zander, halb | 420            | 110          | 477                        | 400     | 90      | 360                      | 28,5          |
| Österreichische Breitwabe                                                                                           | 426            | 255          |                            | 420     | 220     | 924                      |               |
| Schweizermaß, alt                                                                                                   | 272            | 277          |                            |         |         |                          |               |
| Schweizermaß, neu                                                                                                   | 340            | 260          |                            |         |         | 800                      |               |
| Schweizerkasten | 286            | 360          | 298                        | 270     | 343     | 926                      | 6             |
| British Standard, Brutraum, tief                                                                                    | 356            | 304          | 432                        | 336     | 274     | 920                      | 38            |
| British Standard, Brutraum, medium                                                                                  | 356            | 215          | 432                        | 336     | 185     | 621                      | 38            |
| British Standard, Honigraum, flach                                                                                  | 356            | 140          | 432                        | 336     | 110     | 470                      | 38            |
| Erläuterung: A bzw. B sind die Außenmaße, C bzw. D die Innenmaße der Oberleiste ohne „Ohren“ bzw. der Seitenleiste. |                |              |                            |         |         |                          |               |

Sondermaße, teils historisch
- Bayrisches Einheitsmaß, auch „Hofmanns Einheitsrähmchen“: regional
- Kuntzsch: verstreut im deutschen Sprachraum, manchmal auch als „Kuntzsch hoch“
- Mellifera-Einraumbeute: verstreut im deutschen Sprachraum, neu designt nach alten Lagerbeuten und dem Goldenen Schnitt

| Bezeichnung / Beute | Breite A in mm                       | Höhe B in mm | Oberträger A + E + E in mm | C in mm                              | D in mm | Wabenfläche C * D in cm²              | Ohren E in mm |
| --- | ------------------------------------ | ------------ | -------------------------- | ------------------------------------ | ------- | ------------------------------------- | ------------- |
| Allgäuer Beutensystem Schweizer Maß, ganz | 284                                  | 360          |                            |                                      |         | 900                                   |               |
| Allgäuer Beutensystem Schweizer Maß, halb | 284                                  | 175          |                            |                                      |         | 450                                   |               |
| Arbeitsblätterbeute der Reichsfachgruppe Imker |                                      |              |                            | 223                                  | 370     | 825                                   |               |
| Badisches Vereinsmaß, ganz | 240                                  | 420          | 264                        | 220                                  | 405     | 891                                   |               |
| Badisches Vereinsmaß, halb | 240                                  | 210          |                            | 220                                  | 195     | 429                                   |               |
| Berlepsch | 288                                  | 210          | 308                        |                                      |         | 546                                   |               |
| Berchtesgadener Maß | 235                                  | 370          |                            |                                      |         | 780                                   |               |
| Bienenkugel (11er) | Durchmesser: 145, 255, 315, 360, 380 |              |                            | Durchmesser: 125, 235, 295, 320, 360 |         | Kreisfläche: 123, 434, 683, 804, 1018 |               |
| Blätterstock Alberti, DN 1/2 1, hoch | 223                                  | 185          | 223                        | 203                                  | 165     | 335                                   | 0             |
| Blätterstock Alberti, DN 1/1 2, breit | 370                                  | 223          | 370                        | 350                                  | 200     | 700                                   | 0             |
| Blätterstock Sträuli, Dadant-Blatt, Brutraum, breit | 435                                  | 300          | 435                        | 410                                  | 265     | 1087                                  | 0             |
| Blätterstock Sträuli, Dadant-Blatt, Honigraum-Zarge | 435                                  | 159          | 470                        | 410                                  | 130     | 533                                   | 17            |
| Boczonadi, ganz (ungarisch) | 420                                  | 360          |                            | 400                                  | 335     | 1340                                  | 20            |
| Boczonadi, halb (ungarisch) | 420                                  | 180          |                            | 400                                  | 155     | 620                                   | 20            |
| Bremer Maß | 234                                  | 314          |                            | 345                                  | 195     | 673                                   |               |
| Bürki-Kasten |                                      |              |                            | 270                                  | 230     | 621                                   |               |
| Dathe, Breitwaben | 347                                  | 225          |                            |                                      |         |                                       |               |
| Dathe, Hochwaben | 223                                  | 360          |                            |                                      |         | 720                                   |               |
| Dänische Trogbeute | 310                                  | 260          |                            |                                      |         | 720                                   |               |
| Elsaß-Lothringen-Maß | 240                                  | 320          |                            |                                      |         | 690                                   |               |
| Französische Kongressbeute | 362                                  | 362          | 432                        |                                      |         | 1225                                  |               |
| Französisches Zentralvereinsmaß | 320                                  | 430          |                            |                                      |         | 1265                                  |               |
| Freudenstein | 338                                  | 200          |                            | 315                                  | 180     | 567                                   |               |
| Gerstungbeute | 260                                  | 410          | 280                        | 240                                  | 390     | 936                                   | 10            |
| Helvetiakasten, Brutraum | 360                                  | 300          |                            | 344                                  | 270     | 929                                   |               |
| Helvetiakasten, Honigraum | 360                                  | 150          |                            |                                      |         |                                       |               |
| Hoffmann, klein (Bayerisch) | 370                                  | 260          |                            | 350                                  | 235     | 823                                   |               |
| Hoffmann, groß | 410                                  | 260          |                            | 400                                  | 250     | 1000                                  |               |
| Holsteiner Maß |                                      |              |                            | 260                                  | 300     | 780                                   |               |
| Hunor (ungarisch) | 420                                  | 270          |                            | 400                                  | 245     | 980                                   | 20            |
| Italienisches Vereinsmaß | 426                                  | 261          |                            |                                      |         |                                       |               |
| Kuntzsch, breit | 335                                  | 250          | 280                        | 310                                  | 230     | 713                                   | 15            |
| Kuntzsch, hoch | 250                                  | 335          | 280                        | 230                                  | 310     | 713                                   | 15            |
| Layens | 322                                  | 405          | 330                        | 310                                  | 370     | 1147                                  |               |
| Lüfteneggermaß | 420                                  | 220          |                            |                                      |         |                                       |               |
| Meisterstock von Schulz | 350                                  | 240          |                            |                                      |         |                                       |               |
| Mellifera-Einraumbeute | 285                                  | 458          | 323                        | 261                                  | 426     | 1112                                  | 19            |
| Mini-Plus-Beute (1/2 Dadant Blatt Honigraum) | 217                                  | 159          |                            | 197                                  | 139     | 274                                   | 17            |
| Rheinische ldealbeute (Schneider) | 250                                  | 420          |                            |                                      |         |                                       |               |
| Simplex/Spaarkast, Brutraum (holländisch) | 360                                  | 218          |                            | 340                                  | 198     | 673                                   |               |
| Simplex/Spaarkast, Honigraum (holländisch) | 360                                  | 140          |                            | 340                                  | 120     | 408                                   |               |
| Spühlerkasten, Brutraum | 385                                  | 335          |                            | 370                                  | 310     | 1147                                  |               |
| Spühlerkasten, Honigraum | 385                                  | 170          |                            | 370                                  | 150     | 555                                   |               |
| Schwäbische Lagerbeute (Elsass) | 272                                  | 362          |                            |                                      |         | 895                                   |               |
| Schweizer Stock, Brutraum | 288                                  | 361          |                            |                                      |         |                                       |               |
| Schweizer Stock, Honigraum | 288                                  | 177          |                            |                                      |         |                                       |               |
| Schleswig Holsteinische Wanderbeute | 310                                  | 260          |                            |                                      |         |                                       |               |
| Schweriner Maß | 472                                  | 171          |                            | 420                                  | 145     | 609                                   |               |
| Traublinger Trogbeute | 390                                  | 240          |                            | 370                                  | 220     | 814                                   |               |
| Tatran (tschechisch, slowakisch) | 420                                  | 275          |                            |                                      |         |                                       |               |
| Voirnot, Brutraum | 347                                  | 355          | 383                        | 330                                  | 337     | 1112                                  | 18            |
| Voirnot, Honigraum 2/3 | 347                                  | 190          | 383                        | 330                                  | 163     | 538                                   | 18            |
| Voirnot, Honigraum 1/2 | 347                                  | 170          | 383                        | 330                                  | 133     | 439                                   | 18            |
| Warré | 283                                  | 200          | 319                        | 266                                  | 182     | 484                                   | 18            |
| Wiener Vereinsständer | 250                                  | 420          |                            |                                      |         | 950                                   |               |
| Warszawski (polnisch) | 300                                  | 435          |                            |                                      |         |                                       |               |
| Wielkopolski (polnisch) | 360                                  | 260          |                            |                                      |         | 845                                   |               |
| Württembergisch, neu | 272                                  | 277          |                            | 250                                  | 250     | 625                                   |               |
| Württembergisch, alt | 272                                  | 220          |                            | 250                                  | 200     | 500                                   |               |
| Erläuterung: A bzw. B sind die Außenmaße, C bzw. D die Innenmaße der Oberleiste ohne „Ohren“ bzw. der Seitenleiste. 1 Alberti stellte die DN-Halbrähmchen direkt auf- und übereinander (ab 1887). Sie werden zur Stabilisierung mit Propolis von den Bienen verkittet, bleiben aber noch teilbar, was nützlich ist z. B. für die Bienenvolk-Vermehrung oder Ablegerbildung. Somit ergeben sich die Außenmaße eines hoch gestellten DN-Rähmchens (223 mm * 370 mm). 2 Alberti benutzte ab 1906 seine „Ständerbeute mit liegenden Ganzrähmchen“ im DN-Maß. Er benutzte damit das Breitwaben-System, wie es auch Langstroth und Dadant damals schon seit ca. 50 Jahren erfolgreich nutzten, zusammen mit einem Absperrgitter, das Brutraum vom Honigraum trennt. Hierbei sind die Waben mehr breit als hoch. Er benutzte damit das DN-Rähmchen so, wie es später in der DN-Magazinbetriebsweise genutzt wurde. |                                      |              |                            |                                      |         |                                       |               |